# Carita Holmström
Carita Elisabeth Holmström, född 10 februari 1954 i Helsingfors, är en finlandssvensk pianist, sångerska och kompositör. 
Holmström studerade pianospel vid Sibelius-Akademin för Izumi Tateno (diplom 1979) och sång för Gunni Granberg. Hon representerade Finland i Eurovision Song Contest 1974 i Brighton med låten Keep me warm. Den finskspråkiga versionen av låten hette Älä mene pois. Hon uppträdde därefter åtskilliga gånger tillsammans med Teppo Hauta-Aho i Duo Power! samt höll sin debutkonsert 1981. Hon är sedan 1983 lektor i pianospel (improvisation) vid Sibelius-Akademin. Som komponist av bland annat teatermusik behärskar hon åtskilliga stilar, från 1700-talsmusik via jazz till fri tonalitet. Hon har komponerat kör- och kammarmusik samt bland annat det ordlösa musikverket Lunatic Express (1995) och musikalerna Brighton Rock (A. Larsson, 1996) och Kick (Marina Meinander, 2003). Hon blev årets komponist vid Willgrenfestivalen i Orivesi 2003 och komponerade Plumeria Acutifolia för Chorus Sanctæ Ceciliæs 50-årsjubileum 2003.
Under åren 1980–1996 var Holmström gift med violinisten Jaakko Ilves och de har två barn. Senare var hon gift med ingenjören Runar Törnqvist (1952–2016).